# Habenaria pseudofilifera
Habenaria pseudofilifera är en orkidéart som beskrevs av Roberto González Tamayo och Cuev.-fig. Habenaria pseudofilifera ingår i släktet Habenaria och familjen orkidéer. Inga underarter finns listade i Catalogue of Life.